# Lacrosse ai Giochi olimpici
Il lacrosse è stato una disciplina olimpica ufficiale in sole due edizioni dei Giochi olimpici: a Saint Louis 1904 e a Londra 1908. Successivamente è stato presentato come evento dimostrativo in altre tre edizioni: nel 1928, 1932 e 1948. In tutti gli eventi han preso parte squadre unicamente maschili. 
Nel 2028 tornerà ad essere disciplina olimpica.

## Medagliere
Aggiornato senza prendere in considerazione gli eventi dimostrativi.
| Pos | Nazione       | Oro | Argento | Bronzo | Totale |
| --- | ------------- | --- | ------- | ------ | ------ |
| 1   | Canada        | 2   | 0       | 1      | 3      |
| 2   | Gran Bretagna | 0   | 1       | 0      | 1      |
| 2   | Stati Uniti   | 0   | 1       | 0      | 1      |

## Albo d'oro
| Edizione         | Oro                           | Argento                                            | Bronzo                |
| ---------------- | ----------------------------- | -------------------------------------------------- | --------------------- |
| Saint Louis 1904 | Canada Shamrock Lacrosse Team | Stati Uniti St. Louis Amateur Athletic Association | Canada Mohawk Indians |
| Londra 1908      | Canada                        | Regno Unito                                        | —                     |
| Amsterdam 1928   | Canada                        | Gran Bretagna                                      | Stati Uniti           |
| Los Angeles 1932 | Canada                        | Stati Uniti                                        | —                     |
| Londra 1948      | Gran Bretagna                 | Stati Uniti                                        | —                     |